# Joseph Kittinger
Joseph William Kittinger II més conegut com a Joseph Kittinger (anglès: Joseph William Kittinger Jr.)  (Tampa, 27 de juliol de 1928 - Orlando, 9 de desembre de 2022) fou un aviador i oficial de la Força Aèria dels Estats Units. Fou famós per la seva participació en el Projecte Manhigh i el Projecte Excelsior, en el 1960 establint el rècord més llarg de paracaigudisme, des d'una altura major a 31 km. També per ser el primer home a creuar en solitari l'oceà Atlàntic en un globus de gas.
Servint com a pilot de combat durant la Guerra del Vietnam, va aconseguir abatre al cel un avió de combat del Vietnam del Nord però va ser autoabatut, estan onze mesos com a presoner de guerra en una presó de la República Democràtica del Vietnam. En el 2012, a l'edat de 84 anys, va participar en el projecte Red Bull Stratos com a comunicador de càpsula, dirigint a Felix Baumgartner en el seu rècord de caiguda lliure des de 39 km en l'estratosfera de la Terra.

## Joventut i carrera militar
Joseph Kittinger va néixer a Tampa (Florida), es va formar en el Bolles School en Jacksonville i en la Universitat de Florida. Després de participar en carreres de llanxes motores sent adolescent i posteriorment completar el seu entrenament en aviació, es va unir a la USAF al març de 1950. Va ser assignat a la 86a Ala de Caces bombarders amb base en Ramstein en l'Alemanya Occidental.
En el 1954 va ser transferit a la base aèria de Holloman a Nou Mèxic i al Centre de Desenvolupament de Míssils de la Força Aèria (AFMDC). Joseph Kittinger va volar en un avió d'observació per seguir el trineu coet del coronel John Stapp, que el 1955 va aconseguir 1.017 km/h. El 1957, com a part del projecte Manhigh, va aconseguir una nova marca d'altitud en 29.500 m i va rebre la Creu de Vol Distingit.

## Projecte Excelsior

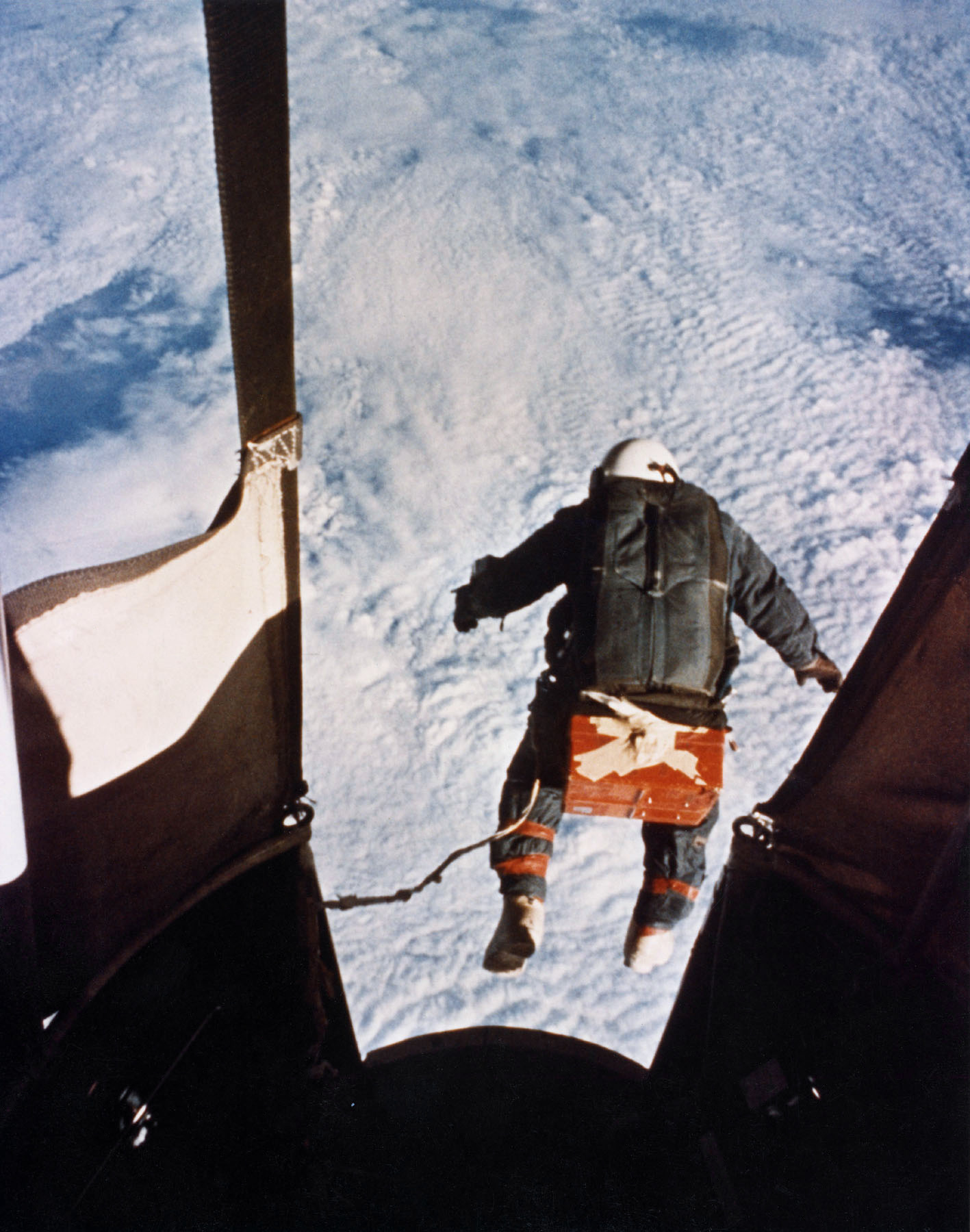
Salt de Kittinger des de l'Excelsior III

Com a capità, Kittinger va ser assignat als Laboratoris d'Investigació Mèdica Aeroespacial en la base aèria de Wright-Patterson en Dayton (Ohio). Per al Projecte Excelsior, com a part de la investigació de salts a grans altituds, va realitzar una sèrie de tres salts en paracaigudes, portant un vestit pressurizat, des d'un globus d'heli amb una góndola oberta.
El primer salt es va realitzar al novembre de 1959 des de 23.287 m. El salt gairebé acaba en tragèdia a causa de fallades en l'equip, la qual cosa li va causar la pèrdua de la consciència, però el paracaigudes automàtic li va salvar. Tres setmanes més tard va saltar de nou des de 22.769 m.
El 16 d'agost de 1960, Kittinger va realitzar el seu últim salt des del Excelsior III a 31.333 m. Durant una caiguda lliure de 4 minuts i 36 segons va aconseguir una velocitat màxima de 988 km/h abans d'obrir el seu paracaigudes a 5.500 m d'altitud. La pressurització del seu guant dret va fallar durant l'ascens, la qual cosa li va provocar una inflor. Kittinger va aconseguir i va mantenir els rècords de major ascens amb globus, salt en paracaigudes de major altitud, caiguda lliure més llarga i major velocitat d'un home en l'atmosfera fins al 14 d'octubre de 2012 quan les seves marques, excepte la de caiguda més llarga, van ser superades pel paracaigudista austríac Felix Baumgartner que va saltar des dels 39.068 metres d'altura i va aconseguir una velocitat d'1.342,8 km/h convertint-se en el primer home a trencar la barrera del so sense ajuda mecànica.
Pels salts, Kittinger va rebre una condecoració de Fulla de Roure a la seva Creu de Vol Distingit i el premi Harmon Trophy per part del president Eisenhower.

## Carrera posterior
De retorn a la base Holloman, Kittinger va formar part del Projecte Stargazer, els dies 13 i 14 de desembre de 1962. Kittinger i l'astrònom William C. White, van pujar en un globus a 25.055 m (82.200 peus) i van realitzar observacions durant més de divuit hores.
Posteriorment, va realitzar tres períodes de servei durant la Guerra del Vietnam, realitzant un total de 483 missions, les dues primeres vegades com a comandant dels avions A-26 Invader. En la tercera vegada, com a voluntari entre 1971 i 1972, va ser comandant dels F-4 Phantom del 555º Esquadró Tàctic de Caces i després es va convertir en el vicecomandante de la 432a Ala de Reconeixement Tàctic. Kittinger va ser derrocat durant una trobada amb un MiG l'11 de maig de 1972 i va estar com presoner de guerra durant onze mesos a la presó d'Hoa Lloa (més coneguda com a Hanoi Hilton).
En el 1978 es va retirar com a coronel i va començar a treballar per a Martin Marietta. El seu interès en el vol amb globus va continuar, guanyant la Copa Gordon Bennett en tres ocasions (1982, 1984 i 1985) i completant el primer viatge en solitari sobre l'Atlàntic des del 14 al 18 de setembre de 1984. El 1961, Kittinger va escriure un llibre titulat The Long, Lonely Leap.
En el 1997, Kittinger va entrar en el Saló de la Fama de l'Aviació Nacional en Dayton. Kittinger viu a la zona d'Orlando i és vicepresident d'operacions de vol per Rosie O'Grady's Flying Circus.
Quinze anys més tard, Kittinger va col·laborar significativament amb Red Bull en el seu projecte "Red Bull Stratos" on va tenir el paper de coordinador d'operacions de vol i seguretat.

## Premis i condecoracions militars
Kittinger va rebre els següents premis i condecoracions durant la seva carrera a la USAF:
| |                                                                        |                                                                                  |  |
| |                                                                        |                                                                                  |  |
| Bronze oak leaf cluster · Plantilla:Ribbon devices/alt | Bronze oak leaf cluster · Plantilla:Ribbon devices/alt                 | Silver oak leaf cluster · Plantilla:Ribbon devices/alt                           |  |
| V · Bronze oak leaf cluster · Bronze oak leaf cluster · Plantilla:Ribbon devices/alt | Bronze oak leaf cluster · Plantilla:Ribbon devices/alt                 | Plantilla:Ribbon devices/alt                                                     |  |
| Silver oak leaf cluster · Silver oak leaf cluster · Silver oak leaf cluster · Silver oak leaf cluster · Bronze oak leaf cluster · Bronze oak leaf cluster · Bronze oak leaf cluster · Plantilla:Ribbon devices/alt | Plantilla:Ribbon devices/alt                                           | Plantilla:Ribbon devices/alt                                                     |  |
| Plantilla:Ribbon devices/alt | Plantilla:Ribbon devices/alt                                           | Plantilla:Ribbon devices/alt                                                     |  |
| Bronze star · Plantilla:Ribbon devices/alt | Silver star · Bronze star · Bronze star · Plantilla:Ribbon devices/alt | Silver oak leaf cluster · Bronze oak leaf cluster · Plantilla:Ribbon devices/alt |  |
| Plantilla:Ribbon devices/alt | Plantilla:Ribbon devices/alt                                           | Plantilla:Ribbon devices/alt                                                     |  |

| USAF Command Pilot wings                                |                                                         |                                                              |                                                              |                                                         |                                                         |
| Master Parachutist Badge                                |                                                         |                                                              |                                                              |                                                         |                                                         |
| Silver Star w/ 1 bronze oak leaf cluster                | Silver Star w/ 1 bronze oak leaf cluster                | Legion of Merit w/ 1 bronze oak leaf cluster                 | Legion of Merit w/ 1 bronze oak leaf cluster                 | Distinguished Flying Cross w/ 1 silver oak leaf cluster | Distinguished Flying Cross w/ 1 silver oak leaf cluster |
| Bronze Star Medal w/ Valor device and Plantilla:No wrap | Bronze Star Medal w/ Valor device and Plantilla:No wrap | Purple Heart w/ 1 bronze oak leaf cluster                    | Purple Heart w/ 1 bronze oak leaf cluster                    | Meritorious Service Medal                               | Meritorious Service Medal                               |
| Air Medal w/ 4 silver and 3 bronze oak leaf clusters    | Air Medal w/ 4 silver and 3 bronze oak leaf clusters    | Air Force Commendation Medal                                 | Air Force Commendation Medal                                 | Presidential Unit Citation                              | Presidential Unit Citation                              |
| Air Force Outstanding Unit Award                        | Air Force Outstanding Unit Award                        | Prisoner of War Medal                                        | Prisoner of War Medal                                        | Army of Occupation Medal                                | Army of Occupation Medal                                |
| National Defense Service Medal w/ 1 bronze service star | National Defense Service Medal w/ 1 bronze service star | Vietnam Service Medal w/ 1 silver and 2 bronze service stars | Vietnam Service Medal w/ 1 silver and 2 bronze service stars | Air Force Longevity Service Ribbon Plantilla:No wrap    | Air Force Longevity Service Ribbon Plantilla:No wrap    |
| USAF Marksmanship Ribbon                                | USAF Marksmanship Ribbon                                | Republic of Vietnam Gallantry Cross with Palm                | Republic of Vietnam Gallantry Cross with Palm                | Republic of Vietnam Campaign Medal                      | Republic of Vietnam Campaign Medal                      |

## En la cultura popular
- Part del metratge del salt des del Excelsior III apareix en el video musical de Boards of Canada, Dayvan Cowboy.

### Dades de missions
- Detalls de la seva participació en la missió MANHIGH-I
- Detalls de la seva participació en la missió EXCELSIOR III
- Detalls de la seva participació en la missió STARGAZER